# Lovas
Lovas je općina u Hrvatskoj.

## Zemljopis
Naselja u sastavu općine su: Lovas i Opatovac. Općina je smještena na obroncima Fruške gore.
Naselje Lovas se nalazi između prometnica koje povezuju Sotin i Ilok te Sotin i Tovarnik, a Opatovac na prometnici Sotin - Ilok.

## Stanovništvo
| broj stanovnika | 1655  | 2096  | 2072  | 2347  | 2402  | 2507  | 2676  | 2806  | 2680  | 2887  | 2838  | 2451  | 2264  | 2231  | 1579  | 1214  | 980   |
|                 | 1857. | 1869. | 1880. | 1890. | 1900. | 1910. | 1921. | 1931. | 1948. | 1953. | 1961. | 1971. | 1981. | 1991. | 2001. | 2011. | 2021. |

| broj stanovnika | 1020  | 1277  | 1235  | 1426  | 1443  | 1539  | 1689  | 1845  | 1999  | 2090  | 2078  | 1811  | 1702  | 1681  | 1167  | 869   | 728   |
|                 | 1857. | 1869. | 1880. | 1890. | 1900. | 1910. | 1921. | 1931. | 1948. | 1953. | 1961. | 1971. | 1981. | 1991. | 2001. | 2011. | 2021. |

## Uprava
Načelnica općine Lovas je Tanja Cirba.
Općina Lovas je najistočnija općina iz Udruge općina u Republici Hrvatskoj.

## Povijest

### Najranija povijest
Područje općine Lovas naseljeno je još u prapovijesti. Prvi službeno prepoznati arheološki lokalitet u Lovasu je Kalvarija, koja se nalazi na zapadnoj granici sela. Pozicija lokaliteta zabilježena je još 1895. na temelju slučajnih nalaza poslanih Arheološkom muzeju u Zagrebu. Nalazi su nastavili stizati u muzej do 1900. godine, a najčešće ih je slao lokalni župnik tadašnjem ravnatelju Muzeja, Josipu Brunšmidu. Ne iznenađuje stoga da je Brunšmid 1902. prvi objavio dio nalaza, uključujući i bakreni bodež. 1939. godine pronađena je srednjebronačnodobna ostava u Lovasu i predana Arheološkom muzeju u Zagrebu, gdje se još uvijek nalazi i izložena je u stalnom postavu pretpovijesne zbirke. 1970. i 1972. provedena su manja rekognosciranja kako bi se identificirali arheološki lokaliteti u blizini Lovasa. Tri najpoznatija lokaliteta identificirana su na pozicijama Kalvarija, Orlinac i Staro groblje. Istraživanje je potvrdilo da su pozicije bile naseljene od neolitika do srednjeg vijeka. Tijekom građevinskih radova u selu 1975. otkriveni su ostaci naselja iz neolitika, bakrenog doba (badenska kultura) i starijeg željeznog doba u Ulici Vladimira Nazora. Radovi su također pomogli otkriti stariježeljeznodobnu nekropolu u Ulici Ante Starčevića. Opatovac, drugo selo općine Lovas, gotovo je jednako bogato arheološkim nalazima. Prvi nalazi pronađeni su 1911. u bivšem vinogradu Friedricha Königsdorfa i datiraju isključivo u bakreno doba. 1962. otkriveni su i stariježeljeznodobno naselje te nekropola u Fruškogorskoj ulici broj 6. Jedan od zadnjih potvrđenih nalaza bio je nalaz vučedolske keramike 2002., pronađen u blizini obale Dunava.

#### Otkriće ostave Lovas
Ostavu Lovas pronašao je u listopadu 1939. Zdravko Plaščević dok je orao svoje polje. Točna lokacija i okolnosti pronalaska godinama su bili nepoznati. Međutim, u Gradskom muzeju u Vukovaru postoji zapis u kojem gospodin A. Dorn spominje „zemljište Zdravka Plaščevića“ na Gradcu kao jedno od poznatih arheoloških lokaliteta u Lovasu. Međutim, treba imati na umu da se toponim Gradac koristi za različite lokacije u Lovasu te kao zajednički izraz za pozicije Kalvarija, Orlinac i Staro groblje, koje su ujedno i poznati arheološki lokaliteti. 
Ostava Lovas sadržavala je značajan broj brončanih i zlatnih nalaza. Ostava je originalno bila smještena unutar velike keramičke posude, kako je tvrdio gospodin Plaščević, no posuda nije očuvana. Zlatni predmeti, točnije nakit, pronađeni su unutar manje crne posude s dvjema ručkama (tip „kantharos“). Pronađeni predmeti predani su gospodinu Viktoru Hoffileru, tadašnjem ravnatelju Arheološkog muzeja u Zagrebu. To je bio početak bliske poveznice arheologije Lovasa s Arheološkim muzejem u Zagrebu. Sama ostava Lovas nije bila tema znanstvenih rasprava do 1956., a objavljena je tek 1958. Ostavu je objavio gospodin Zdenko Vinski, stručnjak za srednjovjekovnu arheologiju i zaposlenik Arheološkog muzeja u Zagrebu.
Na temelju brončanih i keramičkih nalaza ostava se datira u srednje brončano doba te se pripisuje kasnoj vatinskoj ili Belegiš I kulturi. Zanimljivo je da je slična ostava pronađena u Maloj ulici u Vukovaru krajem 19. stoljeća. Iako datira u isto razdoblje, nije sadržavala toliko veliki broj predmeta kao ostava Lovas. Ostavu Vukovar je 1897. otkupio Josip Brunšmid, tadašnji ravnatelj Arheološkog muzeja u Zagrebu. Okolnosti njenog pronalaska i dalje su nerazjašnjene, no moguće je da je sadržavala više predmeta nego što danas pretpostavljamo.
Tim Arheološkog muzeja u Zagrebu otkrio je 2011. moguću lokaciju pronalaska ostave Lovas. Lokalno stanovništvo predložilo je poziciju Čajer, smještenu na uzvišenoj poziciji zapadno od sela Lovas, kao moguću poziciju pronalaska ostave. Čajer nije direktno prostorno povezan s Gradcem, za koji se izvorno pretpostavljalo da je lokacija pronalaska ostave. Na Čajeru su pronađeni i fragmenti keramike koji datiraju u brončano doba. Istraživanja 2011. i 2017. godine još su bliže povezala lokaciju pronalaska ostave s položajem Čajer jer su na istom platou na položaju Kovači, nekih 1.5km sjeverno od Čajera, pronađeni ostaci naselja koje datira u istu fazu srednjeg brončanog doba kao i ostava Lovas.
Rezultati recentnih istraživanja
Tijekom 2011. godine Arheološki muzej u Zagrebu otvorio je probne sonde na dvije lokacije na kojima su u prošlosti zabilježeni arheološki lokaliteti: Kalvarija i Staro groblje. Osim na te dvije pozicije, arheološki ostaci identificirani su na još 12 pozicija: Orlinac, Kragino voće, Brzovac, U mjestu, Staro selo, Čajer, Čot, Šljivici, Gradac, Sveti Mihovil, Srednje brdo - jug i Kovači. Nalazi datiraju od neolitika do srednjeg vijeka. Distribucija površinskih nalaza na lokalitetu Kovači ukazuje da se radi o najvećem i najznačajnijem pretpovijesnom naselju općine Lovas. Naselje je bilo aktivno u bakrenom, srednjem brončanom i kasnom željeznom dobu. 
Na poziciji Kalvarija otvoreno je pet probnih sondi na platou koji nadgleda Lovas s jugozapada. Na temelju analize keramičkih nalaza, možemo zaključiti da je lokalitet bio naseljen u bakrenom, brončanom i mlađem željeznom dobu, te u rimskom razdoblju i srednjem vijeku. Na poziciji Staro groblje otvorene su dvije probne sonde. Nalazi srednjebrončanodobne i mlađeželjeznodobne keramike potvrđuju da je područje bilo naseljeno kroz čitavu ljudsku povijest. Ime položaja, Staro groblje, može se povezati sa sporadičnim nalazima ljudskih kostiju, koji vjerojatno potječu iz uništenih grobova. 
U 2017. godini identificirana su četiri nova arheološka lokaliteta: Srednje brdo – sjever, Srednje brdo – centar, Kavane – sjever i Orašje. Nalazi keramike upućuju na to da su lokaliteti vjerojatno bili naseljeni od neolitika do srednjeg vijeka. Tri probne sonde otvorene su južno od Starog groblja na lokalitetu Orlinac, iskopavanom 2011. Sve tri sonde proizvele su arheološki materijal (uglavnom keramiku), koji se datira u brončano i mlađe željezno doba. U sondi 1, otkrivena su dva novovjekovna groba (17. – 19. stoljeće). Grob 1 sadržavao je ostatke 30-35-godišnjeg muškarca, glave orijentirane prema sjeveroistoku. Grob 2 sadržavao je ostatke 35-40-godišnje žene, glave orijentirane prema jugozapadu. Ruke su joj postavljene na prsa, a u njima je držala mali brončani križ koji se izvorno nalazio na uzici. Otkriće ova dva groba potvrdilo je da se groblje izvorno nije nalazilo samo na položaju Staro groblje, već i na položaju Orlincu prema jugu.
Sonda 2 na Orlincu otkrila je jarak ili veliku jamu datiranu u mlađe željezno doba. Nekoliko ulomaka rimske keramike pronađeno je među tipičnom mlađeželjeznodobnom keramikom, što upućuje da bi se slojevi mogli datirati u kasne faze mlađeg željeznog doba. Lokalitet Orlinac bio je naseljen već u brončanom dobu, što potvrđuju sporadični nalazi brončanodobne keramike u kasnoželjeznodobnim slojevima.
Drugi lokalitet iskopavan u 2017. nalazi se na poziciji Kovači. Lokalitet je otkriven rekognosciranjem 2011. godine i pokazao se kao najveći prapovijesni lokalitet na ovom području. Na lokalitetu je otvorena samo jedna sonda, koja je potvrdila njegovu raniju dataciju temeljenu na površinskim nalazima keramike. Najranija naseljenost Kovača vjerojatno se datira u bakreno doba, što potvrđuju i fragmenti keramike povezani s badenskom i kostolačkom kulturom. Lokalitet je bio najnaseljeniji i u srednjem brončanom dobu, s kojim se povezuju nalazi Belegiš I kulture. Čini se da su stanovnici naselja proizveli i zakopali slavnu ostavu Lovas, koja je pronađena nešto više od jednog kilometra južnije i datirana u isti period. Pronađeni građevinski materijal (kućni lijep), koji je nekada pripadao kućama, te značajna količina fragmentiranih keramičkih posuda, pomagala za tekstilnu proizvodnju, litike i metalnih nalaza potvrđuju da je lokalitet nekada bio brončanodobno naselje. Mlađe željezno doba predstavlja zadnji period naseljenosti ovog područja.
U 2018. istraživanje se fokusiralo na sjeveroistočni dio općine Lovas, točnije na područje jugoistočno od sela Opatovac. Ono se nalazi na uzvišenom platou kojeg ograničavaju potoci Čopinac na istoku i Bečka na jugu. Pozicija je zanimljiva i zbog činjenice da su padine platoa stanište zaštićene ptice pčelarice. Identificirana su barem tri nova arheološka lokaliteta. Prvi lokalitet otkriven je na sjevernom dijelu položaja Čopinca, na najvišoj točki platoa. Međutim, cijela padina koja slijedi istoimeni vodeni tok Čopinac prekrivena je fragmentima keramike i malim nalazima iz različitih perioda ljudske povijesti. Vjerojatno se stoga radi o nekoliko arheoloških struktura (vjerojatno kuća) smještenih na granicama lokaliteta. Centar naselja vjerojatno je bio pozicioniran na najvišoj točki platoa na njegovom sjevernom dijelu, što potvrđuje gustoća keramičkih ulomaka i posebnih nalaza na ovom području. Ulomci keramike datiraju u bakreno, srednje brončano i mlađe željezno doba. Drugi lokalitet otkriven je na istočnom dijelu položaja Bečka. Lokalitet je vjerojatno bio nastanjen u bakrenom, brončanom i mlađem željeznom dobu te u rimskom i srednjovjekovnom razdoblju. Treći lokalitet pronađen je na južnom dijelu položaja Bečka. Prema nalazima keramike lokalitet je vjerojatno bio naseljen u neolitiku, bakrenom dobu, brončanom dobu, mlađem željeznom dobu te rimskom i srednjovjekovnom razdoblju.

### Nedavna povijest
Kad se je Stjepan Supanc, hrvatski vođa vukovarskoga radničkog pokreta, u listopadu 1920. godine Supanc angažirao u predizbornoj aktivnosti za Izbore za Ustavotvornu skupštinu Kraljevstva SHS koji su održani 28. studenoga 1920. godine, obilazio je i okolna sela vukovarskoga kotara i među njima Lovas.
Pokolj u Lovasu 1991. pripada u najtragičnije događaje velikosrpske agresije na Republiku Hrvatsku. Opisan u dokumentarnom filmu Krvava berba grožđa.
Nakon što je ubio katoličkog svećenika Ivana Burika, ubojica (pripadnik postrojbe Dušan Silni) se je poslije po Lovasu hvalio da je "ubio ustaškoga popa", danima paradirajući s Burikovim svećeničkim biretom na glavi.
Tijekom priljeva imigranata u Hrvatsku 2015./2016., u Republici Hrvatskoj je bilo uspostavljeno nekoliko tranzitnih prihvatnih centara, među njima jedna točka zadržavanja bila je u Lovasu.

## Gospodarstvo
Općina Lovas je jedna od tri općine i jednoga grada koja je u sastavu Ureda za međunarodnu suradnju TINTL. Također, u općini djeluje i Poljoprivredna zadruga Lovas sa svojom sestrinskom firmom - Arator-om d.o.o.
Uz svoje uobičajene djelatnosti u općini djeluje Komunalni pogon Općine koji se bavi uređenjem okoliša, sanacijom kanala, crpljenjem septičkih jama.

## Poznate osobe
U školi u Lovasu radio je Siniša Glavašević. Župni vikar u Lovasu bio je Ivan Penić. Zvono u Lovasu blagoslovio je Luka Natali. Tijekom kanonske vizitacije dijelova pečuške biskupije u Slavoniji 1729. godine Andrija Natali pratio je pečuškog velikog prepozita Gabrijela Bakića de Lak kad su posjetili Lovas.

## Spomenici i znamenitosti
U selu se nalazi katolička crkva posvećena sv. Mihaelu.
U središtu Lovasa je spomen-križ hrvatskim braniteljima te svim poginulima, ubijenima i nestalim Lovašanima u Domovinskome ratu.
O obljetnici pokolja u Lovasu, u listopadu 2023. otvoreno je spomen-područje „Minsko polje”.

## Obrazovanje
U Lovasu se nalazi Osnovna škola Lovas, a u Opatovcu produžnica te škole s prva četiri razreda.

## Kultura
Knjižnična postaja Gradske knjižnice i čitaonice Vukovar.

## Šport
- Nogometni klub "N.K.Lovas".

## Vanjske poveznice
- Službeno mrežno mjesto
- Zaboravljene hrvatske žrtve (5): Lovas - iz pismohrane Glasa Koncila  Arhivirana inačica izvorne stranice od 29. listopada 2007. (Wayback Machine)